# Goodbye (chanson de The Humans)
Pour les articles homonymes, voir Goodbye.
Chansons représentant la Roumanie au Concours Eurovision de la chanson
Yodel It!
(2017) On a Sunday
(2019)
Goodbye (« Au revoir ») est une chanson interprétée par le groupe roumain The Humans. Elle est sortie le 12 janvier 2018 en téléchargement numérique. C'est la chanson qui représente la Roumanie au Concours Eurovision de la chanson 2018 à Lisbonne au Portugal. Elle est intégralement interprétée en anglais.

## Concours Eurovision de la chanson

### Sélection
La chanson est sélectionnée comme représentante de la Roumanie à l'Eurovision 2018 le 25 février 2018 via l'émission Selecția Naționalǎ, remportant le télévote roumain.

### À Lisbonne
Lors de la deuxième demi-finale, The Humans interprète Goodbye en deuxième position, suivant That's How You Write a Song de la Norvège et précédant Nova deca de la Serbie. Elle termine à la 11e place avec 107 points, un total insuffisant pour se qualifier en finale.

## Liste des pistes
| 1. | Goodbye | 3:00 |